# Усадка нафти
Усадка нафти (англ. oil shrinkage; нім. Schrumpfung f des Erdöls, Erdölschrumpfung f) – зменшення об’єму нафти, яке зумовлене або виділенням із неї розчиненого газу, або її охолодженням, або обома причинами разом. 
Усадка нафти може бути виражена у відсотках від кінцевого об’єму товарної нафти в нормальних умовах або у відсотках від початкового об’єму рідини.